# El Heddaf TV
El Heddaf TV est une chaîne de télévision de sport privée algérienne basée à Alger, qui appartient au journal du même nom. Elle a été créée en 2014 et est présidée par Nabil Amra.

## Programmes
| Nom                           | Jours de diffusion | Présentateur      |
| ----------------------------- | ------------------ | ----------------- |
| 100% Foot 100% فووت           | Dimanche           | Redouane Bouhnika |
| El Farik Douali الفريق الدولي | Lundi              | Mohamed Chikhi    |
| Top El Heddaf توب الهداف      | Mardi              | Hamza Berkaoui    |
| Golazo ! غولاتو               | Mercredi           | Mido Belkebir     |
| Bil Makchouf بالمكشوف         | Jeudi              | Redouane Bouhnika |
| El Farik Douali الفريق الدولي | Vendredi           | Mohamed Chikhi    |

## Historique

### Qualité d'image
El Heddaf TV passe en qualité HD depuis 2024 sur le satellite NileSat.

## Journalistes
- Ali Bencheikh
- Mohamed Kaci-Saïd
- Amar Ammour
- Ameur Benali
- Hocine Achiou
- Mohamed Amine Benchabir
- Mohamed Chikhi
- Moumen Ait Kaci
- Redouane Bouhnika
- Mido Belkebir
- Yousri Abdiche
- Adel Haddad
- Abdou Hamlaoui
- Hamza Rahmouni

## Personnalités
- Abdelkader Bensaïd
- Ali Bencheikh
- Billel Dziri
- Fawzi Moussouni
- Hocine Yahi
- Hocine Achiou
- Issaad Bourahli
- Lakhdar Adjali
- Lakhdar Belloumi
- Mehdi Cerbah
- Mohamed Kaci-Saïd
- Mustapha Kouici
- Rachid Abbad
- Salah Assad
- Samir Lammari
- Sofiane Guessouma